# ケビン・フォン・エリック
ケビン・フォン・エリック（Kevin Von Erich、本名：Kevin Ross Adkisson、1957年5月15日 - ）は、アメリカ合衆国の元プロレスラー。「鉄の爪」フリッツ・フォン・エリックの息子（次男。レスラーのフォン・エリック兄弟としては長男）である。
フォン・エリック・ファミリーでは唯一シューズを履かず素足でファイトしていた。
2012年には長男ロス・フォン・エリック、二男マーシャル・フォン・エリックがプロレスリング・ノアへ入団し、プロレスラーとしてデビューしている。また、これに合わせてケビン本人も同団体のGHCタイトル管理委員に任命されている。

## 来歴

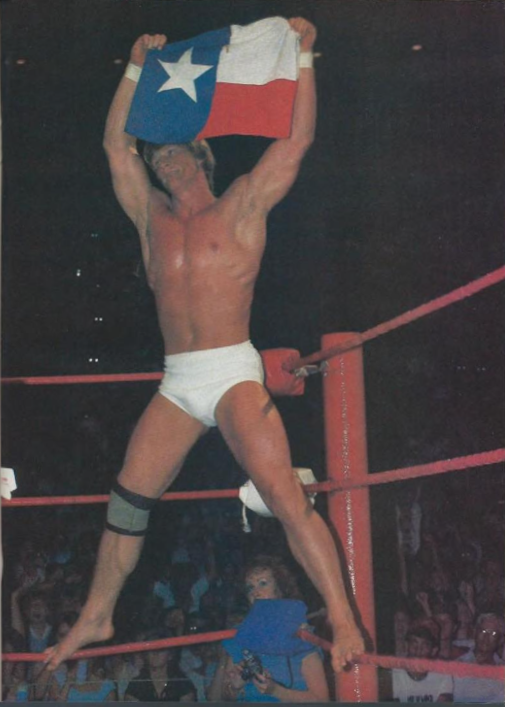
素足のファイトスタイル（1986年）

ノース・テキサス大学でアメリカンフットボールの選手として活動後、1976年にデビュー。父フリッツの主宰するテキサス州ダラスのNWAビッグタイム・レスリング（後のWCCW）にてキャリアを積み、1978年12月25日にブルーザー・ブロディからNWAアメリカン・ヘビー級王座を奪取。中西部のセントルイス地区でも活躍し、1979年11月23日にはディック・マードックを破りNWA世界王座への登竜門であるミズーリ・ヘビー級王座を獲得、翌1980年4月25日にケン・パテラに敗れるまで保持した。
1979年5月、NWAルートで弟デビッドと共に全日本プロレスに初来日。1981年にもデビッドとのコンビで再来日し、5月23日にグレート小鹿&大熊元司の極道コンビからアジアタッグ王座を奪取。6月11日に石川隆士&佐藤昭雄に敗れ短命王者に終わるも、日本での初戴冠を果たした。
以降もアメリカではWCCWを主戦場に、1980年代前半は弟のデビッドやケリーと組んでファビュラス・フリーバーズやダイナミック・デュオ（ジノ・ヘルナンデス&クリス・アダムス）などと抗争した。1985年からはWCCWと新たに提携を結んだ新日本プロレスにケリーと共に参戦。初戦となる10月4日の札幌大会では、藤波辰巳&木村健吾の保持していたWWFインターナショナル・タッグ王座に挑戦している。

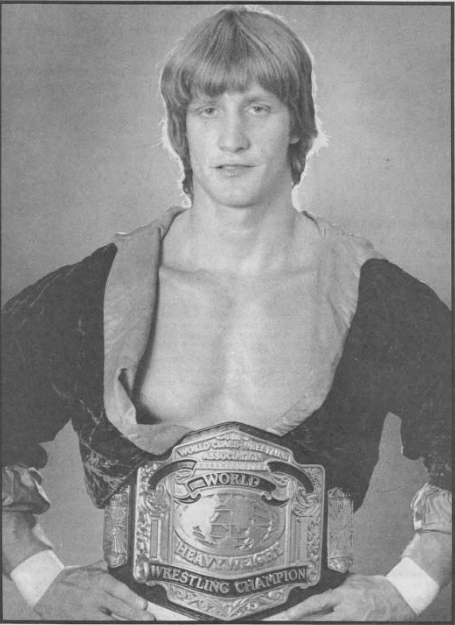
WCWA世界ヘビー級王者時代（1987年）

WCCW（WCWA）では1986年10月12日、ブラック・バートを破りフラッグシップ・タイトルのWCWA世界ヘビー級王座を獲得。アル・マドリル、ジョン・ノード、キング・パーソンズらを抗争相手に防衛戦を行い、ブッカー業務も兼任していたが、WWFの全米侵攻でアメリカのマット界のテリトリー制が崩壊した1980年代末にセミリタイアし、1995年に引退した。

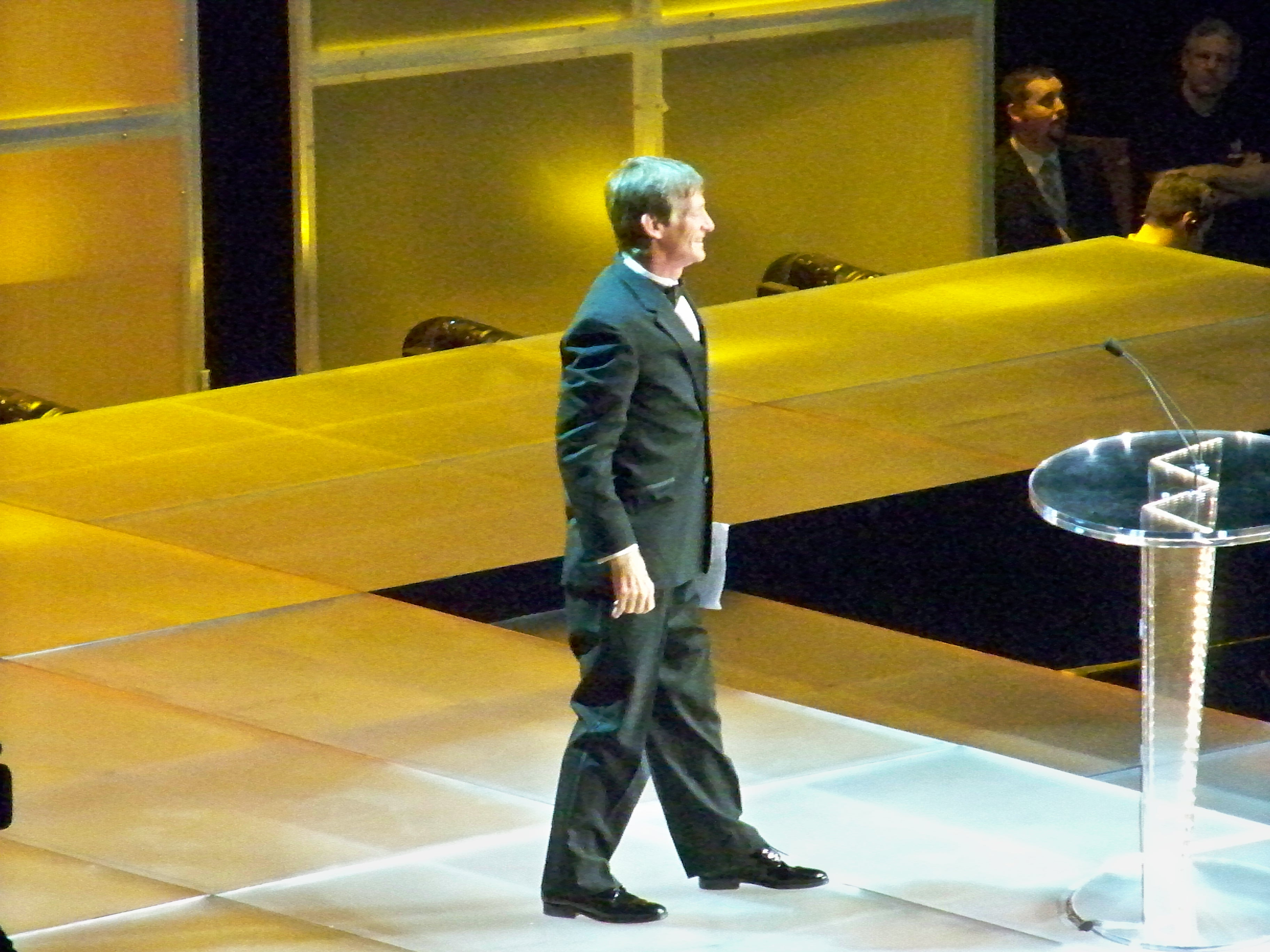
WWE殿堂入り式典にて（2009年）

引退後は母親や妻子とともにハワイのカウアイ島に居住。プロレス業界からは完全に身を引いていたが、2009年にフォン・エリック・ファミリーとして父や兄弟たちと共にWWE殿堂に迎えられた。4月4日にヒューストンのトヨタ・センターで行われた式典では、かつて抗争を繰り広げたフリーバーズのマイケル・ヘイズがインダクターを務めた。
2011年12月8日、長男のロス・フォン・エリックと次男のマーシャル・フォン・エリックが、2012年1月にプロレスリング・ノアに入団することが発表された。2012年にはケビンも約24年ぶりに来日し、1月14日に息子たちとともに入団会見に登場、1月15日にはGHC管理委員に就任することが発表された。

## 得意技
- アイアンクロー
- 旋回式ダイビング・ボディ・アタック
- ドロップキック
- ボディ・シザーズ

## 獲得タイトル
セントルイス・レスリング・クラブ
- NWAミズーリ・ヘビー級王座：1回[2]

NWAビッグタイム・レスリング / WCCW
- NWAアメリカン・ヘビー級王座：5回[1]
- NWAテキサス・ヘビー級王座：2回[13]
- NWAテキサス・タッグ王座：2回（w / デビッド・フォン・エリック）[14]
- NWAアメリカン・タッグ王座：1回（w / デビッド・フォン・エリック）[15]
- NWA世界タッグ王座（テキサス版）：1回（w / デビッド・フォン・エリック）[16]
- NWA世界6人タッグ王座（テキサス版）：7回（w / デビッド・フォン・エリック&ケリー・フォン・エリック×2、フリッツ・フォン・エリック&マイク・フォン・エリック、ケリー・フォン・エリック&マイク・フォン・エリック×3、ケリー・フォン・エリック&ブライアン・アディアス）[17]
- WCWA世界ヘビー級王座：1回[6]
- WCWA世界タッグ王座：3回（w / ケリー・フォン・エリック）[18]
- WCWA世界6人タッグ王座：4回（w / ケリー・フォン・エリック&ランス・フォン・エリック、マイク・フォン・エリック&ランス・フォン・エリック、クリス・アダムス&スティーブ・シンプソン（英語版）、ケリー・フォン・エリック&マイケル・ヘイズ）[17]

NWAサウスウエスト
- NWA北米ヘビー級王座：1回[19]

全日本プロレス
- アジアタッグ王座：1回（w / デビッド・フォン・エリック）[4]

## フォン・エリック・ファミリー
|                                                   |                                                   |                                                   |                                                   |                                                   |                                                   |                        |                        |                          |                          |                          |                          |                              |                              |                              |                              |                              |                              | フリッツ・フォン・エリック |                            |                            |                            |  |  |                            |                            |                            |                            |                            |                            |  |  |                          |                          |                          |                          |                          |                          |  |  |                          |                          |                          |                          |                          |                          |  |  |  |  |  |  |  |  |  |  |  |  |  |  |  |  |  |  |  |  |  |  |  |  |  |  |  |  |  |  |  |  |  |  |  |  |
|                                                   |                                                   |                                                   |                                                   |                                                   |                                                   |                        |                        |                          |                          |                          |                          |                              |                              |                              |                              |                              |                              |                            |                            |                            |                            |  |  |                            |                            |                            |                            |                            |                            |  |  |                          |                          |                          |                          |                          |                          |  |  |                          |                          |                          |                          |                          |                          |  |  |  |  |  |  |  |  |  |  |  |  |  |  |  |  |  |  |  |  |  |  |  |  |  |  |  |  |  |  |  |  |  |  |  |  |
|                                                   |                                                   |                                                   |                                                   |                                                   |                                                   |                        |                        |                          |                          |                          |                          |                              |                              |                              |                              |                              |                              |                            |                            |                            |                            |  |  |                            |                            |                            |                            |                            |                            |  |  |                          |                          |                          |                          |                          |                          |  |  |                          |                          |                          |                          |                          |                          |  |  |  |  |  |  |  |  |  |  |  |  |  |  |  |  |  |  |  |  |  |  |  |  |  |  |  |  |  |  |  |  |  |  |  |  |
| ジャック・アドキッソン・ジュニア （幼少期に死去） | ジャック・アドキッソン・ジュニア （幼少期に死去） | ジャック・アドキッソン・ジュニア （幼少期に死去） | ジャック・アドキッソン・ジュニア （幼少期に死去） | ジャック・アドキッソン・ジュニア （幼少期に死去） | ジャック・アドキッソン・ジュニア （幼少期に死去） |                        |                        | ケビン・フォン・エリック | ケビン・フォン・エリック | ケビン・フォン・エリック | ケビン・フォン・エリック | ケビン・フォン・エリック     | ケビン・フォン・エリック     |                              |                              | デビッド・フォン・エリック   | デビッド・フォン・エリック   | デビッド・フォン・エリック | デビッド・フォン・エリック | デビッド・フォン・エリック | デビッド・フォン・エリック |  |  | ケリー・フォン・エリック   | ケリー・フォン・エリック   | ケリー・フォン・エリック   | ケリー・フォン・エリック   | ケリー・フォン・エリック   | ケリー・フォン・エリック   |  |  | マイク・フォン・エリック | マイク・フォン・エリック | マイク・フォン・エリック | マイク・フォン・エリック | マイク・フォン・エリック | マイク・フォン・エリック |  |  | クリス・フォン・エリック | クリス・フォン・エリック | クリス・フォン・エリック | クリス・フォン・エリック | クリス・フォン・エリック | クリス・フォン・エリック |  |  |  |  |  |  |  |  |  |  |  |  |  |  |  |  |  |  |  |  |  |  |  |  |  |  |  |  |  |  |  |  |  |  |  |  |
| ジャック・アドキッソン・ジュニア （幼少期に死去） | ジャック・アドキッソン・ジュニア （幼少期に死去） | ジャック・アドキッソン・ジュニア （幼少期に死去） | ジャック・アドキッソン・ジュニア （幼少期に死去） | ジャック・アドキッソン・ジュニア （幼少期に死去） | ジャック・アドキッソン・ジュニア （幼少期に死去） |                        |                        | ケビン・フォン・エリック | ケビン・フォン・エリック | ケビン・フォン・エリック | ケビン・フォン・エリック | ケビン・フォン・エリック     | ケビン・フォン・エリック     |                              |                              | デビッド・フォン・エリック   | デビッド・フォン・エリック   | デビッド・フォン・エリック | デビッド・フォン・エリック | デビッド・フォン・エリック | デビッド・フォン・エリック |  |  | ケリー・フォン・エリック   | ケリー・フォン・エリック   | ケリー・フォン・エリック   | ケリー・フォン・エリック   | ケリー・フォン・エリック   | ケリー・フォン・エリック   |  |  | マイク・フォン・エリック | マイク・フォン・エリック | マイク・フォン・エリック | マイク・フォン・エリック | マイク・フォン・エリック | マイク・フォン・エリック |  |  | クリス・フォン・エリック | クリス・フォン・エリック | クリス・フォン・エリック | クリス・フォン・エリック | クリス・フォン・エリック | クリス・フォン・エリック |  |  |  |  |  |  |  |  |  |  |  |  |  |  |  |  |  |  |  |  |  |  |  |  |  |  |  |  |  |  |  |  |  |  |  |  |
|                                                   |                                                   |                                                   |                                                   |                                                   |                                                   |                        |                        |                          |                          |                          |                          |                              |                              |                              |                              |                              |                              |                            |                            |                            |                            |  |  |                            |                            |                            |                            |                            |                            |  |  |                          |                          |                          |                          |                          |                          |  |  |                          |                          |                          |                          |                          |                          |  |  |  |  |  |  |  |  |  |  |  |  |  |  |  |  |  |  |  |  |  |  |  |  |  |  |  |  |  |  |  |  |  |  |  |  |
|                                                   |                                                   |                                                   |                                                   | ロス・フォン・エリック                            | ロス・フォン・エリック                            | ロス・フォン・エリック | ロス・フォン・エリック | ロス・フォン・エリック   | ロス・フォン・エリック   |                          |                          | マーシャル・フォン・エリック | マーシャル・フォン・エリック | マーシャル・フォン・エリック | マーシャル・フォン・エリック | マーシャル・フォン・エリック | マーシャル・フォン・エリック |                            |                            |                            |                            |  |  | レイシー・フォン・エリック | レイシー・フォン・エリック | レイシー・フォン・エリック | レイシー・フォン・エリック | レイシー・フォン・エリック | レイシー・フォン・エリック |  |  |                          |                          |                          |                          |                          |                          |  |  |                          |                          |                          |                          |                          |                          |  |  |  |  |  |  |  |  |  |  |  |  |  |  |  |  |  |  |  |  |  |  |  |  |  |  |  |  |  |  |  |  |  |  |  |  |